# 戈德堡一家 (广播剧)
戈德堡一家（英語：The Goldbergs）是1929年至1946年在美国广播中播出的喜剧-剧情类广播剧，在1949年至1956年又改编成电视剧在美国电视中播放。它还在1948年被改编为喜剧《我和莫莉》，在1950年被改编为同名电影版，并且在1973年被改编为百老汇音乐剧《莫莉》。